# Thomomys townsendii
Thomomys townsendii — вид гофера, ендемічний для північного заходу США.

## Морфологічна характеристика
Це гофер із загальною довжиною від 22 до 29 см, включаючи хвіст довжиною 6–10 см. Дорослі особини важать від 190 до 380 г, причому самці значно більші за самиць. Як і в інших Thomomys, вони мають велику голову, коротку м'язисту шию, малі очі й вуха та короткі ноги. Передні лапи великі з потужними рийними кігтями, а задні міцні з плоскими підошвами. З обох боків рота є защічний мішечок. Самиці мають вісім сосків.
Шерсть сіруватого кольору на більшій частині тіла, але більш насиченого буруватого відтінку на нижній частині. На підборідді є пляма білого хутра, а у деяких особин також є білі плями на голові. Хвіст майже повністю безшерстий. Також повідомлялося про особин-меланістів, які були майже повністю чорними за кольором, за винятком білих плям на підборідді або ногах.

## Поширення і середовище проживання
Thomomys townsendii зустрічається в різних популяціях південного Айдахо, північної Невади, південно-східного Орегону та північно-східної Каліфорнії. Вони населяють землі з глибокими вологими ґрунтами поблизу річок і озер, іноді на висоті 1980 м, але частіше в нижньому дні долин. Вони також можуть бути знайдені у великій кількості на штучно зрошуваних землях. Їх експансія на сусідні території може бути обмежена відсутністю солончаку або конкуренцією з Thomomys bottae.

## Біологія і поведінка
Thomomys townsendii харчується здебільшого стеблами солянки, але також їсть інші трави, люцерну та інші великі коренеплоди, включаючи сільськогосподарські культури, такі як картопля. До звичайних хижаків належать сипухи Розмноження, ймовірно, відбувається приблизно в січні чи лютому, і в середньому приносить сім дитинчат. Парування є безладним і ґрунтується на виборі самиці. Повідомлялося про гібриди з Thomomys bottae.
Як і інші Thomomys, вид проводить більшу частину свого дорослого життя під землею. Нори мають ширину від 10 до 12 см і позначені на поверхні численними горбками викопаного ґрунту. Входи в тунелі зазвичай закривають землею, щоб запобігти доступу хижаків. Поза сезоном розмноження особини живуть поодиноко.